# Batman – återkomsten
Batman – återkomsten (engelska: Batman Returns) är en amerikansk-brittisk actionfilm från 1992 i regi av Tim Burton som bygger serierna om Batman, skapad av tecknaren Bob Kane och författaren Bill Finger. Den hade biopremiär i USA den 19 juni 1992.

## Handling
Från ingenstans dyker plötsligt Pingvinen (Danny DeVito) upp ur en kloak, som räddaren till borgmästarens spädbarn som just rövats bort. Pingvinen har levt nere i kloakerna sedan hans föräldrar hade försökt göra sig av med det missbildade monster de fått som son. I ett övergivet zoo har Pingvinen fötts upp av en flock pingviner, och efter 33 år börjar Pingvinen smida ondskefulla planer att hämnas sitt öde.
Han slår sig ihop med miljonären och industrimagnaten Max Shreck (Christopher Walken) för att förverkliga sina planer. I tron att han kan få som han vill med Pingvinen som borgmästare startar Shreck en kampanj för nyval. När en av hans anställda, den unga Selina Kyle (Michelle Pfeiffer), upptäcker hans onda planer ser han till att hon dödas. Istället för att dödas återföds Selina dock som Kattkvinnan.
Batman (Michael Keaton) begriper att något lurt är i görningen när Shreck, och Pingvinen tillsammans med sina cirkusartister skapar kaos på stadens gator. Men det är inte bara Shreck och pingvinen som gör gatorna osäkra, Kattkvinnan syns också ute på gatorna om kvällarna. Batman inleder en komplicerad relation: Kattkvinnan är visserligen fiende, men hennes civila alias Selina dejtar ovetandes Batmans civila alias Bruce Wayne.

## Om filmen
- Michael Keaton tackade nej till att spela huvudrollen i uppföljaren Batman Forever, trots att han erbjöds flera miljoner dollar för att göra rollen.
- Denna film var då den kom ut i mitten av 1992 först med tekniken Dolby Digital.
- Filmen hade premiär den 31 juli 1992 på ett antal biografer i Sverige. I Stockholm visades den på Spegeln, Filmstaden, Rigoletto, Saga, Biopalatset och Rival.[3]
- Filmen gavs ut på VHS och laserdisc i oktober 1992, och på DVD 1997.

## Rollista (i urval)
- Michael Keaton – Bruce Wayne / Batman
- Danny DeVito – Oswald Cobblepot / Pingvinen
- Michelle Pfeiffer – Selina Kyle / Catwoman
- Christopher Walken – Max Shreck
- Michael Gough – Alfred Pennyworth
- Pat Hingle – Kommissarie James Gordon
- Michael Murphy – Borgmästaren
- Cristi Conaway – Isprinsessan
- Andrew Bryniarski – Charles "Chip" Shreck
- Vincent Schiavelli – Pingvinens hantlangare
- Paul Reubens - Pingvinens far